# Pachanga
Pachanga (výslovnost: [pačanga]) je typ latinskoamerické hudby a tance, pocházející z Kuby z 50. let 20. století. V tomto období byla pachanga populárnější než cha-cha, které je velmi podobná, zanedlouho však tento rozmach pominul. V současné době[kdy?] je však stále populární v Cali v Kolumbii, kde lze z nejrůznějších rádií slyšet hity ve stylu pachanga, a o víkendech si na ně zatančit ve spoustě tanečních klubů. Tento tanec je známý zejména z filmu Hříšný tanec. V současné době se název pachanga používá také jako španělský výraz pro neformální večírek nebo párty.